# حب الجراء
حب الجراء (بالإنجليزية: Puppy Love)‏ هو فيلم قصة بلوغ من إخراج ديلفين ليهارايسي وتأليف ليهيرايسي ومارتن كوافييه، ومن بطولة سولان ريغو وأودري باستيان وفنسنت بيريز. الفيلم إنتاج دولي مشترك بين فرنسا ولوكسمبورغ وبلجيكا وسويسرا سنة 2013. تلعب ريغو دور مراهقة في عمر 14 والتي تبدا باكتشاف توجهها الجنسي بعد لقائها بجارتها الجديدة. تم عرض الفيلم في بلجيكا في 7 آيار/مايو.

## القصة
ديان مراهقة غامضة ووحيدة عمرها 14 ربيعاً، مشغولةٌ بتربية شقيقها الصغير مارك، وعلاقتها غير جيدة مع والدها كريستيان. تنقلب حياة ديان اليومية رأساً على عقب حينما يظهر في الحي الذي تعيش به ديان فتاة إنجليزية جذابة ومتحررة تدعى جوليا. تمر ديان وهي الراغبة في كسر حدود الطفولة بأي ثمن، بأكثر التجارب درامية في حياتها في غضون ستة أشهر. وكلما اقتربت من جوليا، أدارت ظهرها للأخلاق، ولم تهتم بالعواقب أو حدود رغباتها.

## الممثلون والشخصيات
- سولان ريغو في دور ديان
- أودري باستيان في دور جوليا
- فنسنت بيريز في دور كريستيان
- فاديم غولدبيرغ في دور مارك
- تيو غلادستين في دور أنطوان
- جويل باسمان في دور بول
- توماس كومانس في دور النادل
- جان هامينيكير في دور يان
- فاليري بودسون في دور كاثرين

## الإستقبال النقدي والجوائز
تم عرض الفيلم في بلجيكا في 7 آيار/مايو.  
كتب جوناثان هولاند، من صحيفة هوليوود ريبورتر: «أكثر من منتدى للمناقشة من كونه عملا منجزا بتميز، إن هذا الفيلم الغامض والمضلِّل غير مريح بطرق قد لا يفهمها الفيلم بذاته.»
وقد حاز الفيلم وترشح إلى عديد الجوائز المحلية. 

## وصلات خارجية
حب الجراء على موقع IMDb (الإنجليزية)
- حب الجراء على موقع روتن توميتوز (الإنجليزية)
- حب الجراء على موقع نتفليكس (الإنجليزية)
- حب الجراء على موقع ألو سيني (الفرنسية)
- حب الجراء على موقع أول موفي (الإنجليزية)
- حب الجراء على موقع فيلمافينيتي (الإسبانية)
- حب الجراء على موقع قاعدة بيانات الفيلم (الإنجليزية)
- حب الجراء على موقع ليتربوكسد (الإنجليزية)
- حب الجراء على موقع كينوبويسك (الروسية)